# Hilders
Pour les articles homonymes, voir Anthony J. Hilder.
Hilders est une municipalité allemande située dans le land de la Hesse et l'arrondissement de Fulda.